# Imre Nagy (pictor)
Imre Nagy (n. 25 iulie 1893, Jigodin – d. 22 august 1976, Miercurea Ciuc) a fost un pictor maghiar din România.
A studiat la Academia de Artă din Budapesta, iar în 1924 se întoarce în satul lui natal, unde pictează până la decesul lui peisajele secuiești și oamenii, care trăiesc în acest peisaj.
Trăiește într-o simplă casă țărănească, cu trei camere, pe care o extinde în 1966 cu un atelier. Lucrează zilnic 6 ore, și când e trecut de 80 de ani. Ca recunoaștere a primește premiul grafic "Zichy Mihály" în 1939, iar în 1957 premiul de maestru al artei.
În 1973 se construiește lângă casa lui natală Galeria, în aniversarea împlinirii a 80 de ani al artistului. După moartea lui Imre Nagy în această clădire s-a amenajat o expoziție permanentă din tablourile pictorului, care depășesc ca număr 6.000 de exemplare. Pictura lui intitulată "Spre arca lui Noe" a inspirat pe poetul Sándor Kányádi la scrierea unei poezii, cu nota "pe spatele picturii lui Imre Nagy". A fost contemporanul lui István Nagy, Jenő Gyárfás și Ferenc Márton. Are multe picturi în Muzeul de Artă din Târgu Mureș și în Muzeul Național Secuiesc din Sfântu Gheorghe.
Osemintele pictorului sunt în peretele atelierului din casa natală în august 1976; în casa lui sunt expuse lucrurile lui personale, inclusiv mobilierul și cărțile lui. Merită menționat și colecția lui de pălării din pai, ultimele două autoportrete desenate și compoziția neterminată de pe cadrul suport.

## Distincții
- titlul de Maestru emerit al artei din Republica Populară Romînă (15 mai 1957) „pentru merite deosebite în activitatea artistică, pedagogică, precum și în munca din alte domenii ale culturii”[7]
- Ordinul „Meritul Cultural” clasa I (1968) „pentru activitate deosebită în domeniul artelor plastice”[8]